# You Me at Six
You Me at Six — англійський рок-гурт, заснований у 2004 році в Вейбриджі, Суррей. До складу гурту входять вокаліст Джош Франческі, гітаристи Макс Гельєр і Кріс Міллер, басист Метт Барнс і барабанщик Деніел Флінт.  Назва походить як абревіатура п'ятничних вечірніх планів гурту після концерту. Гурт випустив вісім студійних альбомів і один концертний.
Початкового успіху гурт досяг у 2008 році з виходом дебютного альбому Take Off Your Colours, до якого увійшли сингли «Save It for the Bedroom», «Finders Keepers» і «Kiss and Tell», причому останні два посіли 33 та 42 місця у британському чарті синглів UK Singles Chart  відповідно. Другий альбом гурту, Hold Me Down (2010), дебютував під номером п’ять у Великій Британії, тоді як третій альбом Sinners Never Sleep (2011) піднявся до № 3, отримав золотий сертифікат і містив п’ятий сингл гурту «Loverboy », який досяг топ-50. Четвертий альбом Cavalier Youth (2014) дебютував на першому місці і містив сингли «Lived a Lie» і «Room to Breathe». П'ятий альбом Night People отримав змішані відгуки у 2017 році. Наступний альбом VI вийшов у 2018 році, за ним послідував сьомий студійний альбом Suckapunch, який у березні 2021 року став другим альбомом гурту, що посів перше місце в чарті. У 2023 році вийшов восьмий альбом Truth Decay.
You Me at Six багато гастролює, виступаючи на Warped Tour, Soundwave, а також з Thirty Seconds to Mars, Paramore, Fall Out Boy, All Time Low і Bring Me the Horizon тощо. You Me at Six отримали нагороду як найкращий британський гурт на церемонії Kerrang! Awards у 2011 році. На гурт вплинули американські рок-гурти Blink-182, Incubus, Thrice і британський рок-гурт Arctic Monkeys. У лютому 2024 року гурт оголосив у соціальних мережах, що розпадається після туру 2025 року.

## Історія

### 2004–2007: мініальбомWe Know What It Means to Be Alone
Гурт You Me at Six був створений у Вейбриджі, штат Суррей, у 2004 році. До складу гурту входили вокаліст Джош Франческі, гітаристи Макс Гельєр та Кріс Міллер, басист Метт Барнс та барабанщик Джо Філліпс. У 2006 році гурт випустив мініальбом We Know What It Means to Be Alone, після чого Філліпс покинув гурт. Його замінив Ден Флінт, з яким учасники гурту навчалися в коледжі, після виступу на фестивалі Slam Dunk у 2007 році. Спочатку Флінта попросили замінити барабанщика під час туру, а потім запросили приєднатися до гурту.

### 2007–2008:Take Off Your Colors
2007 року гурт випустив ще один мініальбом. Влітку 2007 року власник лейблу Drive-Thru Річард Рейнс організував зустріч із гуртом. Гурт був у захваті від такої перспективи і чекав у Лондоні протягом трьох годин, але Рейнес так і не з'явився.
Дебютний альбом Take Off Your Colours вийшов у жовтні 2008 року на Slam Dunk Records. З альбому було випущено шість синглів: «Save It for the Bedroom», «If I Were in Your Shoes», «Gossip», «Jealous Minds Think Alike», «Finders Keepers» і «Kiss and Tell». Take off Your Colours був перевиданий як «делюкс-версія» з доданими треками, а наприкінці 2008 року гурт виступив на розігріві у Fall Out Boy. Вони були номіновані на «Найкращий британський гурт» на фестивалі Kerrang! Awards 2008 та 2009 років, але обидва рази програли гурту Bullet for My Valentine.

### 2009–2010:Hold Me Down
У січні 2010 року гурт випустив другий альбом Hold Me Down на Virgin Records. Альбому передувало безкоштовне цифрове завантаження пісні «The Consequence». Записаний у Outhouse Studios у Редінгу, спродюсований та спродюсований Меттом О'Грейді та зведений Джоном Мітчеллом, Hold Me Down дебютував під № 5 у UK Albums Chart. Вони завершили третій хедлайнерський тур на підтримку другого альбому Hold Me Down . У певні дні до них приєдналися Шон Сміт і Елісса Франческі. У Белфасті Метт розповів GiggingNI.com, наскільки він був радий «бачити, як гурт виріс порівняно з тих пір, як це було півтора роки тому». Також вони випустили наступні сингли: Underdog EP і «Stay With Me». You Me at Six знову поступилися Bullet for My Valentine у категорії «Найкращий британський гурт» на церемонії нагородження Kerrang! Awards і співпрацювали з американським реп-дуетом Chiddy Bang над треком «Rescue Me», який вийшов у лютому 2011 року.
18 травня 2010 року You Me at Six вдруге відвідав Live Lounge радіостанції BBC Radio One, де їх представляла Фірн Коттон. Окрім інтерв’ю, вони зіграли версію «Liquid Confidence» та кавер-версію «Starry Eyed» Еллі Голдінг на Maida Vale у Лондоні в прямому ефірі. You Me at Six розпочали свій рік виступом у Кінгстоні, який спочатку планувався як концерт у магазині Banquet Records, а потім був перенесений у новий Hippodrome на підтримку нового альбому Hold Me Down 11 січня. Вони відіграли 3 концерти, включаючи також виступ у магазині HMV і хедлайнером заходу HMV, присвяченого новій британській музиці в лондонському клубі Relentless Garage. Вони оголосили, що зіграють на кількох фестивалях, включаючи Punkspring в Японії, весь Vans Warped Tour; і підтримували Paramore на всіх концертах Soundwave, а також у турі Paramore.

### 2011–2014:Sinners Never Sleep
You Me at Six записали третій альбом Sinners Never Sleep на студії The Sound Factory у Лос-Анджелесі, Каліфорнія. Платівка була випущена в жовтні 2011 року і посіла 3 місце в чартах альбомів Великобританії. Через два місяці вийшов сингл «Bite My Tongue » за участі Олівера Сайкса, і гурт нарешті виграв нагороду «Найкращий британський гурт» на Kerrang! Awards. Наступний сингл, «No One Does It Better», вийшов у 2012 році, як і пісня, спеціально записана для атракціону The Swarm, у Торп-парку. 16 квітня 2011 року Blink-182 оголосили про відкладення їхнього хедлайнерсько туру до 2012 року через те, що вони ще не закінчили запис нового альбому. У результаті You Me at Six не гастролювали з ними. Дати майбутнього туру у Великій Британії у вересні будуть оприлюднені 15 червня, і гурт оголосив, що в кінці серпня – на початку вересня вони поїдуть в тур по Австралії з We the Kings. 29 серпня 2011 року четвертий трек альбому Sinners Never Sleep, «This Is the First Thing», був викладений в мережу одним із членів команди звукозапису в Лос-Анджелесі, коли гурт записував вокальні партії. 1 вересня 2011 року 30-секундний уривок треку з альбому «Bite My Tongue» за участю Олі Сайкса також злили в Інтернет. Через 30 хвилин він був видалений через порушення авторських прав. Наступні тури гурту Великобританією стартували в березні 2012 року. Перші два концерти туру, які мали пройти в Белфасті та Дубліні, були перенесені через те, що Джош Франческі заразився тонзилітом і не зміг виступати. You Me at Six відіграли весь Warped Tour 2012.
«The Swarm» вийшов як позаальбомний сингл в честь запуску однойменних американських гірок; він досяг 23 місця у чартах.
8 грудня 2012 року You Me at Six відіграли свій найбільший на сьогоднішній день хедлайн-шоу Final Night of Sin, розпродавши усі місця на Вемблі Арені. Концерт був записаний і випущений на CD і DVD на лейблі Virgin Records.

### 2014–2017:Cavalier Youth
Після концерту на Wembley Arena у грудні гурт покинув звукозаписним лейбл Virgin Records. У лютому 2013 року вони почали працювати над четвертим альбомом Cavalier Youth. Вони провели п'ять тижнів, займаючись пре-продакшеном на студії The Doghouse в Генлі-на-Темзі. Наступного місяця гурт записував новий альбом у The Boathouse у Хенлі-он-Темзі, власником якого був їхній друг. Частина альбому була записана тут протягом двох-трьох тижнів.
У 2013 році гурт повернувся до Лос-Анджелеса для запису з продюсером Нілом Ейвроном. Альбом Cavalier Youth вийшов у січні 2014 року, а сингл Lived A Lie закінчив повний альбом у вересні 2013 року. Cavalier Youth став першим альбомом гурту, який розійшовся накладом понад 32 000 копій і дебютував на першій сходинці британського альбомного чарту. You Me at Six також випустили документальний фільм про процес створення альбому під назвою Oceans Away.
You Me at Six багато гастролювали, включно з туром у Великобританії разом із американським рок-гуртом All Time Low, про тур було оголошено після того, як Алекс Ґаскарт приєднався до гурту на сцені під час їхнього виступу на концерті в Редінгу в рамках фестивалю Редінг і Лідс у 2012 році.

### 2017–2018:Night People
П'ятий альбом Night People вийшов 13 січня 2017 року. Сингл «Take on the World» був використаний у фіналі серіалу «Щоденники вампіра».

### 2018–2020:VI
За тиждень після виходу альбому Night People, You Me at Six залишилися без менеджменту і погрузли у приватні юридичні баталії. Незважаючи на початковий ентузіазм щодо альбому та його успіх, до серпня 2017 року гурт висловив незадоволення альбомом. Після змішаних рецензій на Night People, You Me at Six випустили шостий альбом <i id="mw1g">VI</i> 5 жовтня 2018 року, отримавши набагато більше позитивних відгуків. Альбом дебютував і посів шосте місце в чартах альбомів Великобританії.
Після лісових пожеж у Австралії 2019–2020 років You Me at Six випустили благодійний сингл Our House (The Mess We Made), збираючи кошти для фонду WIRES. Франческі описав сингл як окрему пісню, а танцювальний трек не відображає звучання, в якому рухається гурт.

### 2021–2022:Suckapunch
Перший сингл з сьомого альбому, «Makemefeelalive», був випущений 1 серпня 2020 року, демонструючи значний зсув у напрямку від їхніх попередніх робіт до більш важкого звучання. Другий сингл, «Beautiful Way», дебютував 22 вересня 2020 року. До виходу альбому гурт випустив ще два сингли, «Suckapunch» і «Adrenaline».
15 січня 2021 року гурт випустив сьомий студійний альбом <i id="mw5w">Suckapunch</i>. Дебютувавши на першій сходинці британського альбомного чарту, він став другим альбомом гурту, що посів перше місце.

### 2023–дотепер:Truth Decayта розпад
У липні 2022 року журнал Rock Sound повідомив, що наступний альбом гурту, Truth Decay, запланований на початок 2023 року. Він вийшов 10 лютого 2023 року.
18 серпня 2023 року гурт випустив сьомий мініальбом Live from Alexandra Palace.
31 січня 2024 року You Me at Six оголосили, що в 2024 році вони вирушають у прощальний тур на честь 20-річчя. Це буде останній тур гурту, що означає, що вони розпадуться у 2025 році, коли тур завершиться.

## Стиль
Музичний стиль You Me at Six описується як поппанк, альтернативний рок, попрок, постгардкор, емо-поп, і скримо. Пізніший матеріал гурту звучить як панк-рок.

## Склад гурту
Поточний склад
- Метт Барнс — бас-гітара, бек-вокал (2004–дотепер)
- Джош Франческі — ведучий вокал (2004—дотепер)
- Макс Гельєр — ритм-гітара, бек-вокал (2004—дотепер)
- Кріс Міллер — соло-гітара (2004–дотепер)
- Ден Флінт — ударні, перкусія, семплинг (2007–дотепер)

Поточні концертні учасники
- Люк Ренделл — додаткова гітара, бек-вокал (2008–дотепер)[38]

Колишні учасники
- Джо Філліпс — барабани, перкусія (2004–2007)

## Дискографія
Студійні альбоми
- Take Off Your Colours (2008)
- Hold Me Down (2010)
- Sinners Never Sleep (2011)
- Cavalier Youth (2014)
- Night People (2017)
- VI (2018)
- Suckapunch (2021)
- Truth Decay (2023)